# برفيلية
برفيلية هي قرية فلسطينية الواقعة على بعد 10.5 كيلومترات (6.5 مي) شرق الرملة التي كان هجر سكانها خلال «الحرب العربي الإسرائيلي» 16/تموز عام 1948. يقع على تيل، الحفريات هناك أجراها علماء الآثار الإسرائيلية ابتداء من القطع الأثرية تم العثور عليها عام 1995 يعود تاريخها إلى الفترة بريبوتيري العصر الحجري الحديث (بنة) (حوالي سنة قبل الميلاد 9,500-8,000).
بارفيلييا تقع على طريق تم بناؤه في العصر الروماني بين القدس واللد. وخلال الحروب الصليبية، كانت تعرف باسم بورفيليا. في بدايات العصر العثماني، كانت قرية صغيرة سكنها 44 نسمة. بحلول عام 1945، قبل نهاية الإنتداب البريطاني على فلسطين، واندلاع «الحرب العربية الإسرائيلية» عام 1948، كانت قد نمت بسكانها إلى 730 نسمة. هجر سكانها في 14 تموز-يوليو 1948، دمرت فيما بعد القرية.

## الجغرافيا
تقع في وادي برفيلية جعار، جنبا إلى جنب مع قرى عنابة، البرج، وبير معين. مر الطريق الرئيسي بين القدس ويافا عبر برفيلية واللد، وبعد اجتياز سهل يالو (وادي أيلون) وعبور بيت حورون (بيت عور).

## التاريخ
أثناء حكم الإمبراطورية الرومانية في فلسطين، تم بناء الطريق الذي كان يربط اللد إلى القدس ومرت برفيلية وقرى أخرى مثل بيت لقيا، بدو وبيت اكسا. 
عرف الصليبيين برفيلية بالاسم Porfylia أو Porphiria. تحت حكمهم، كانت واحدة من خمس قرى تكونت منها أبرشية اللد [الإنجليزية]. ثم تبعت القرية لشرائع القبر المقدس في نوفمبر 1136، ومنح الإذن ببناء كنيسة هناك من قبل أسقف القبر المقدس في 1170-1م، ومن غير المعروف ما إذا كانت الكنيسة قد بنيت بالفعل. حكمت مملكة بيت المقدس معظم فلسطين، وانتهت بعد انتصار قوات صلاح الدين على  الصليبيين في معركة حطين 1187م.

## السكان اليوم
هُجر السكان إلى مخيمات اللجوء في مخيم قلنديا، الجلزون، النويعمة، الوحدات وغيرها.

## معرض صور

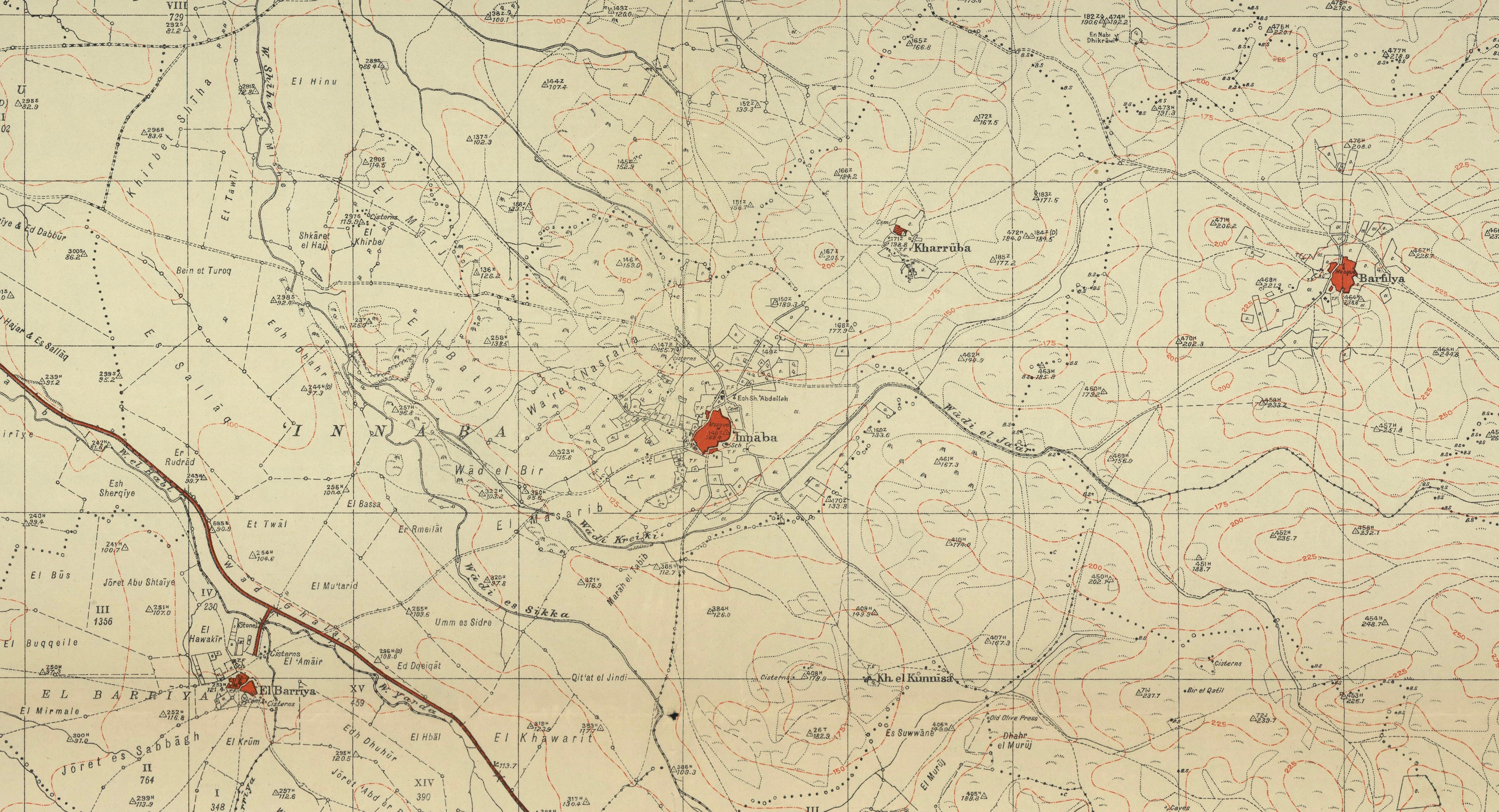
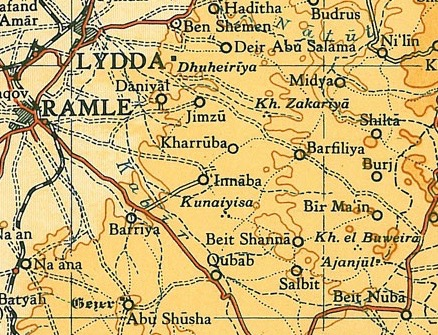
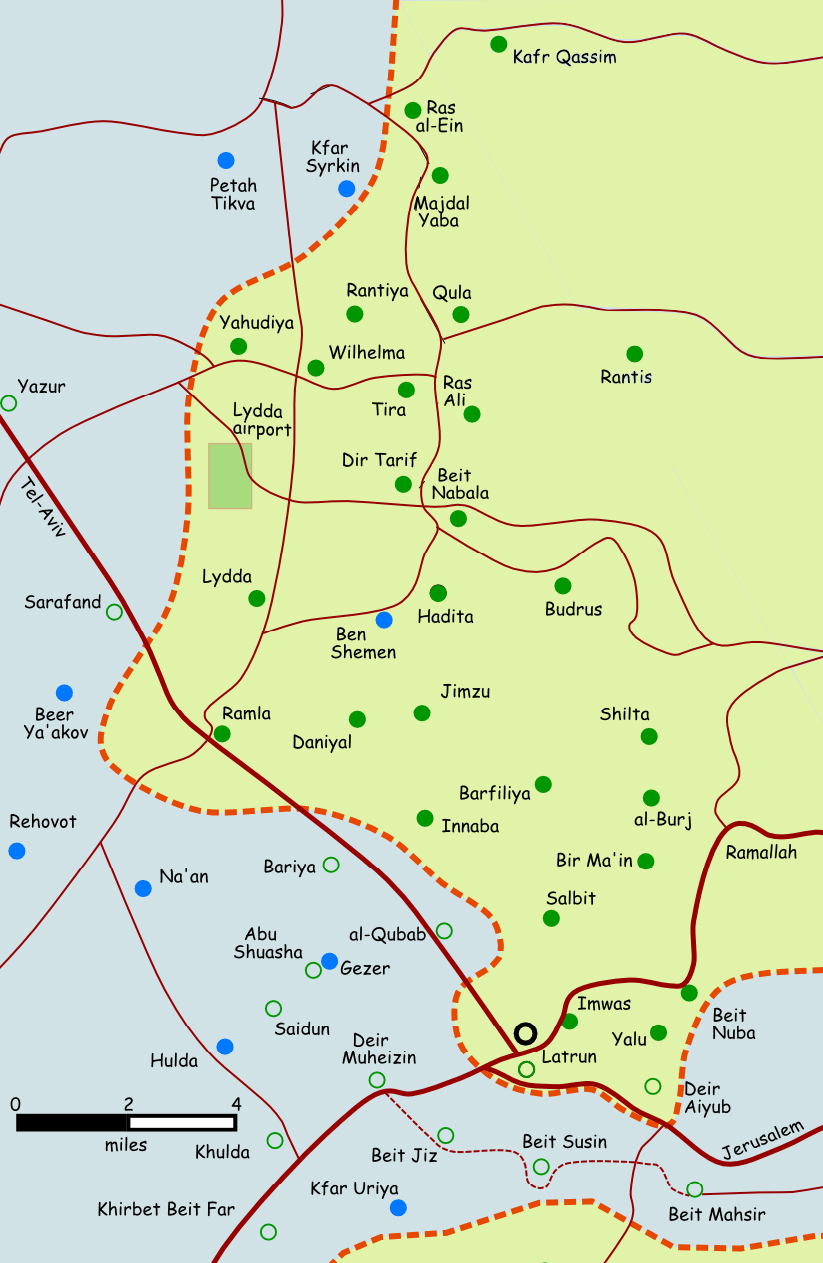